# Estádio Libertador Simón Bolivar
O Estádio Libertador Simón Bolivar é um estádio multiuso localizado no distrito de Tembladerani, em La Paz, na Bolívia.
Normalmente utilizado para partidas de futebol, é utilizado principalmente pelo Club Bolívar. Tem capacidade para 5.000 espectadores.